# 제스프리
제스프리(Zespri)는 세계 50개국 이상에서 판매되는 세계 최대의 키위 과일 마케팅 업체이다. 제스프리는 1997년 뉴질랜드에서 키위 과일 재배자 협동 조합으로 설립되었다. 국제 본사는 뉴질랜드 마운트 마웅가누이에 있다. 그러나 이탈리아, 프랑스, 일본, 한국 및 오스트레일리아에서 재배 허가를 받았으며 다른 여러 국가에서 시험을 진행 중이다. 뉴질랜드산 키위는 5월부터 10월까지 판매된다. 연중 소비자 수요를 충족시키기 위해 제스프리는 11월부터 1월까지 이탈리아산 키위를 판매한다.
제스프리의 키위 품종 포트폴리오에는 선골드, 그린 및 오르가닉이 포함된다.